# Virginia (rodzaj węży)
Virginia – rodzaj węży z podrodziny zaskrońcowatych (Natricinae) w obrębie rodziny połozowatych (Colubridae).

## Rozmieszczenie geograficzne
Rodzaj obejmuje gatunki występujące endemicznie w Stanach Zjednoczonych. 

## Systematyka
Rodzaj zdefiniowała w 1853 roku amerykańsko-francuska para zoologów – Amerykanin Spencer Fullerton Baird i Francuz Charles Frédéric Girard – w publikacji ich autorstwa zatytułowanej Katalog gadów północnoamerykańskich w Muzeum Smithsonian Institution. Gatunkiem typowym jest (oznaczenie monotypowe) V. valeriae.

### Etymologia
- Potamophis: gr. ποταμος potamos ‘rzeka’[10]; οφις ophis, οφεως opheōs ‘wąż’[11], Gatunek typowy (oryginalne oznaczenie): Coluber striatula Linnaeus, 1766.
- Haldea: etymologia niejasna, autorzy nie podali znaczenia nazwy rodzajowej[3]. Gatunek typowy (oznaczenie monotypowe): Coluber striatula Linnaeus, 1766.
- Virginia: stan Wirginia (ang. Virginia), Stany Zjednoczone[12].
- Conocephalus: gr. κωνος kōnos ‘stożek’; -κεφαλος -kephalos ‘-głowy’, od κεφαλη kephalē ‘głowa’[4]. Gatunek typowy (oznaczenie monotypowe): Coluber striatula Linnaeus, 1766.
- Falconeria: Hugh Falconer (1808–1865), szkocki paleontolog, geolog i botanik[5]. Gatunek typowy (oznaczenie monotypowe): Falconeria bengalensis Theobald, 1868 (= Coluber striatula Linnaeus, 1766).
- Amphiardis: gr. αμφι amphi ‘dookoła’[13]; αρδις ardis ‘ostry koniec, żądło’[14]. Gatunek typowy (oznaczenie monotypowe): Virginia inornata Garman, 1884 (= Coluber striatula Linnaeus, 1766).

### Podział systematyczny
Do rodzaju należą następujące gatunki: 
- Virginia striatula (Linnaeus, 1766)
- Virginia valeriae Baird & Girard, 1853